# Larrys Mabiala
Larrys Destin Mabiala (* 8. Oktober 1987 in Montfermeil) ist ein französisch-kongolesischer Fußballspieler, der für Portland Timbers spielt.

## Karriere

### Paris Saint-Germain und Plymouth Argyle
Larrys Mabiala erlernte das Fußballspielen in der Jugendabteilung von Paris Saint-Germain und wurde 2007 ins Profi-Team geholt. In seiner ersten Saison im Profi-Team wurde er per Leihgabe an den englischen Klub Plymouth Argyle abgegeben. In der neuen Saison kam er zu Paris Saint-Germain, spielte aber im Klub keine Rolle und kam lediglich bei drei Ligaspielen zum Einsatz. 

### OGC Nizza
Zur Saison 2009/10 wechselte er innerhalb der Ligue 1 zu OGC Nizza. Hier spielte er zweieinhalb Spielzeiten und kam als Reservespieler regelmäßig zu Einsätzen. 

### Türkei
In der Winterpause der Saison 2010/11 wechselte Mabiala zum türkischen Erstligisten Kardemir Karabükspor. Hier kommt er zu sporadischen Einsätzen und konnte sich bislang keinen Stammplatz erkämpfen. Nachdem der Klub im Sommer 2015 den Klassenerhalt der Süper Lig verfehlt hatte, wechselte Mabiala zusammen mit seinem Teamkollegen Abdulaziz Demircan und Samba Sow zum Erstligisten Kayserispor.

### USA
Im Sommer 2017 wechselte er zu den Portland Timbers.

### Nationalmannschaften
Larrys Destin Mabiala spielte für mehrere französische Jugendnationalmannschaften. 2008 entschied er sich, fortan für die Fußballnationalmannschaft der Demokratischen Republik Kongo zu spielen. Bisher hat er zehn Spiele für Kongo absolviert.

## Erfolge
Portland Timbers
- Gewinner des MLS-is-Back-Turniers 2020